# Kurt Seeberger

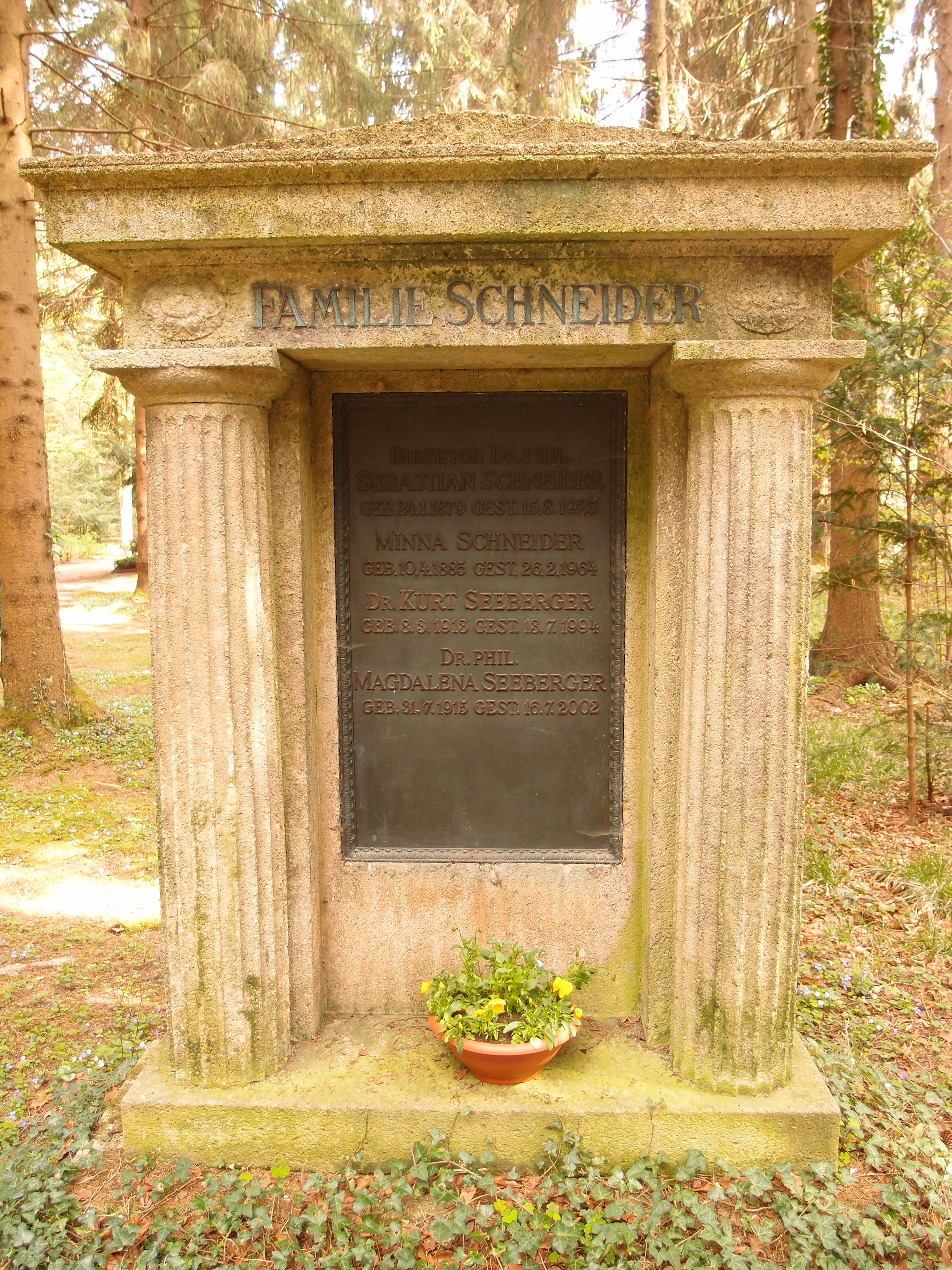
Grab von Kurt Seeberger; München, Waldfriedhof, Alter Teil

Kurt Seeberger (* 8. März 1913 in Rockenhausen, Rheinpfalz; † 13. Juni 1994 in München) war ein deutscher Journalist und Schriftsteller.

## Werdegang
Seeberger studierte zwischen 1934 und 1942 Geschichte, Philosophie, Kunstgeschichte und Zeitungswissenschaften und promovierte 1949 in München bei Karl d’Ester zum Thema Der amerikanische Zeitungsreporter. Ein Versuch über die massenpsychologischen Triebkräfte in der USA-Presse.
Nach dem Studium war Seeberger zunächst als freier Journalist tätig. 1949 kam er als Redakteur zum Bayerischen Rundfunk. Es entstanden zahlreiche Hörfunkbeiträge und Fernsehreportagen. 1958 ging er mit dem Magazin Kreuz und quer zum Wochenend (später Von Zeit zu Zeit) auf Sendung, das wöchentlich samstags ausgestrahlt wurde und ihn in über 1000 Sendungen einem breiten Publikum als Samstagsphilosoph bekannt machte. In mehreren Veröffentlichungen versuchte er, historische Sachzusammenhänge allgemeinverständlich darzustellen.

## Auszeichnungen
- 1975: Schwabinger Kunstpreis für Literatur
- 1979: Tukan-Preis
- 1982: Ernst-Hoferichter-Preis